# テロミアン
テロミアン（英：Telomian）とは、マレーシア原産の犬種である。

## 歴史
ボルネオ島にあるテロム川周辺の森林地帯で古くから飼育されてきた。先祖は人と共に大陸からこの地に連れて来られ、この地で独自に発展してテロミアンが誕生した。
原産地でのテロミアンの仕事は多い。一つ目は害獣の駆除で、主人家族の家に侵入してきた毒ヘビやネズミを捕らえて食べてしまう。害獣の捕らえ方は仔犬期に母犬から教わるが、母犬がいない、もしくは育児放棄をされた犬は人にその方法を教えてもらい、駆除方法を学ぶ。ちなみに、テロミアンは毒ヘビ等に対して免疫を持っているため、食べてもほとんど問題はないといわれている。
二つ目の仕事は番犬として主人の家を守ることである。泥棒と思わしき不審者に対しては容赦なく吠え続け、主人に警報を発して知らせる。知り合いや家族に対しては吠えないため、重要な番犬として大切にされている。
三つ目の仕事は、漁の手伝いである。現在は少なくなりつつある仕事であるが、伝統的な漁を行う人々からは今も使われている。テロミアンは川の浅瀬で魚を獲るのが得意で、待ち伏せをして現れた魚をすばやく捕らえる。テロミアン漁を愛好する人は釣りをするよりも本種が魚を捕らえる量のほうが多いという利点を好み、漁が終わると獲れたての魚を分け与えて感謝する風習が残っている。しかしながら、犬によっては漁が苦手なものもいて、すべてのテロミアンが狩漁犬として働けるというわけではない。
外部に出たのはごく最近のことで、1963年に本種のつがいがアメリカ合衆国に送られ、研究とブリーディングが進められた。後にもう一対のつがいが送られて遺伝子プールの改善が行われ、テロミアンの犬種クラブも設立された。現在もテロミアンは希少な犬種の一つであるが、原産地のものも含めて大切に保護されているため絶滅の心配はやや低い。犬種クラブを通じて本種を入手する一般の人も増えている。FCI等にはまだ公認されていない（2009年6月現在）。

## 特徴
日本犬のようなスピッツタイプの犬種である。やや丸みを帯びた体はスリムで、立ち耳・巻き尾または垂れ尾。コートはショートコートで、毛色は特に制限はない。中型犬サイズで、性格はやや内向的で警戒心が強い。体力は多く、身体能力は高い。繁殖期は通常のイエイヌと違って年に一回のみである。なお、原産地では家が高床式になっているため、はしごを上る能力にも長けているといわれている。

## 参考
『デズモンド・モリスの犬種事典』デズモンド・モリス著書、福山英也、大木卓訳 誠文堂新光社、2007年